# Per Sällström
Peter ”Per” Mikael Sällström, född 18 oktober 1802 av svenska föräldrar i Helsingfors (eller Sankt Petersburg), död 18 december 1839 i Stockholm, svensk operasångare (tenor).

## Biografi
Sällström blev 1820 elev vid Kungliga teatern i Stockholm där han hade Edouard du Puy som lärare. När du Puy avled 1822 fick Sällström överta flera av hans roller, däribland Joconde, Adolf i Den lille matrosen och även Don Juan, men för den rollen ansågs han vara något för späd.
Hans tenorröst var mjuk och böjlig med behaglig klangfärg. Även om han inte kunde läsa noter var han under tio år populär tack vare röstens och personlighetens romantiska förtrollning, tills hans röst 1833 började brytas genom en bröstsjukdom.
Hans största roller var Max i Friskytten och Fra Diavolo. Dessa skapade han på svensk scen, liksom George i Vita frun, Almaviva i Barberaren i Sevilla, Florestan i Fidelio med flera. Utan att ha speciellt stor scenisk förmåga, utvecklade han verklig sanning och livfullhet i roller som låg hans personlighet mera nära.
Han gifte sig 1826 med operasångaren Märta Christina Sällström.